# Dolores Ortega
Dolores Ortega es una escritora y editora literaria de telenovelas mexicanas. Ha realizado su carrera en la televisión mexicana para Televisa.

## Trayectoria

### Adaptaciones
- Primera parte de Sueños y caramelos (2005) Original de Abel Santa Cruz
- Segunda parte de El niño que vino del mar (1999) Original de Olga Ruilópez
- Esmeralda (1997) Original de Delia Fiallo
- Luz Clarita (1996/97) Original de Abel Santa Cruz
- Prisionera de amor (1994) Original de Inés Rodena

### Ediciones literarias
- Los hilos del destino (2025-2026) (escrita por Delia Fiallo
- Primera parte de En tierras salvajes (2017) (escrita por Liliana Abud, Katia Rodríguez y Victoria Orvañanos)
- Un camino hacia el destino (2016) (escrita por María Antonieta "Calú" Gutiérrez)
- La gata (2014) (escrita por María Antonieta "Calú" Gutiérrez)
- La tempestad (2013) (escrita por Liliana Abud y Mauricio Aridjis)
- Que bonito amor (2012/13) (escrita por Ricardo Fiallega)
- Media parte de Un refugio para el amor (2012) (escrita por Georgina Tinoco, Nora Alemán, Marimar Oliver y Alberto Aridjis)
- Triunfo del amor (2010/11) (escrita por Liliana Abud y Ricardo Fiallega)
- Corazón salvaje (2009/10) (escrita por Liliana Abud y Ricardo Fiallega)
- Fuego en la sangre (2008) (escrita por Liliana Abud y Ricardo Fiallega)
- Mundo de fieras (2006) (escrita por Liliana Abud, Mauricio Aridjis y Julián Aguilar)
- La esposa virgen (2005) (escrita por Jorge Lozano Soriano, Julián Aguilar y Mauricio Aridjis)
- La madrastra... años después (2005) (escrita por Liliana Abud, Mauricio Aridjis y Julián Aguilar)
- La madrastra (2005) (escrita por Liliana Abud, Mauricio Aridjis y Julián Aguilar)
- Mariana de la noche (2003/04) (escrita por Liliana Abud)
- Entre el amor y el odio (2002) (escrita por Liliana Abud, Orlando Merino y Jaime García Estrada)
- Abrázame muy fuerte (2000/01) (escrita por René Muñoz y Liliana Abud)
- Rosalinda (1999) (escrita por Carlos Romero, Kary Fajer y Liliana Abud)
- Más allá de... La usurpadora (1998) (escrita por Alberto Gómez)
- La usurpadora (1998) (escrita por Carlos Romero)
- La sombra del otro (1996) (escrita por Carlos Olmos y Enrique Serna)
- María José (1995) (escrita por Gabriela Ortigoza)
- Primera parte de María Mercedes (1992) (escrita por Carlos Romero y Vivian Pestalozzi)
- Carrusel de las Américas (1992) (escrita por Carlos Romero, Jorge Núñez y Valeria Phillips)
- La pícara soñadora (1991) (escrita por Andrea Fernández y Valeria Phillips)
- Primera parte de Mi pequeña Soledad (1990) (escrita por Marissa Garrido, René Muñoz y Verónica Castro)
- Carrusel (1989/90) (escrita por Carlos Romero, Lei Quintana y Valeria Phillips)
- Rosa salvaje (1987/88) (escrita por Carlos Romero y Vivian Pestalozzi)
- La indomable (1987) (escrita por Carlos Romero, Kary Fajer y Lei Quintana)
- Vivir un poco (1985/86) (escrita por Carlos Romero y Paulinho de Oliveira)
- El hogar que yo robé (1981) (escrita por Carlos Romero y Valeria Phillips)